# Julien Noël Costantin
Julien Noël Costantin (Paris, 16 de agosto de 1857 — Paris, 17 de novembro de 1936) foi um botânico e micologista francês.

## Vida
Ele estudou na École Normale Supérieure na Rue d'Ulm. Em 1881 ele recebeu sua licença em história natural e dois anos depois obteve seu doutorado. Em 1883 foi nomeado professor adjunto em Bordéus e, por influência de Philippe Van Tieghem (1839-1914), tornou-se naturalista assistente no Muséum national d'histoire naturelle pouco depois.
Em 1887, Costantin tornou-se professor de botânica na Ecole Normale Supérieure. Em 1901, ele conseguiu Marie Maxime Cornu (1843-1901) como cadeira de horticultura no museu de história natural. Junto com essas funções, ele deu aulas na École nationale d'horticulture em Versalhes e na École supérieure coloniale em Nogent-sur-Marne. Em 1912 ele se tornou membro da Academia Francesa de Ciências .
Costantin defendeu a evolução lamarckiana até sua morte em 1936.

## Publicações
- Atlas en couleurs des orchidées cultivées (E. Orlhac, Paris).
- Les Mucédinées simples. Histoire, classification, culture et rôle des champignons inférieurs dans les maladies des végétaux et des animaux (P. Klincksieck, Paris, 1888).
- Nouvelle flore des champignons, pour la détermination facile de toutes les espèces de France et de la plupart des espèces européennes (P. Dupont, Paris, 1891, reeditado em 1895, 1904, 1967 et 1997) — Na série Nouvelle Flore de Gaston Bonnier (1851-1922) e de Georges de Layens (1834-1897).
- Atlas des champignons comestibles et vénéneux (P. Dupont, Paris, 1895).
- Com Léon Marie Dufour (1862-1942), Petite flore des champignons comestibles et vénéneux, pour la détermination rapide des principales espèces de France (P. Dupont, Paris, 1895).
- Les végétaux et les milieux cosmiques (F. Alcan, Paris, 1898).
- Le Mythe du chêne marin (E. Leroux, Paris, 1899).
- La nature tropicale (F. Alcan, Paris, 1899).
- L'Hérédité acquise, ses conséquences horticoles, agricoles et médicales (Durand, Chartres, 1901).
- Le transformisme appliqué à l'agriculture (F. Alcan, Paris, 1906).
- La Vie des orchidées (Flammarion, Paris, 1917).
- Éléments de botanique com Philippe Van Tieghem (1839-1914) (Masson, Paris, 1918).
- Atlas des orchidées cultivées (Paris, 1927).